# Barão d'Holbach
Paul-Henri Thiry, barão d'Holbach (Edesheim, 8 de dezembro de 1723 - Paris, 21 de janeiro de 1789), nascido Paul Heinrich Dietrich von Holbach , foi um autor, filósofo e enciclopedista franco-alemão, além de ter sido uma figura proeminente do Iluminismo francês.
Embora nascido em Edesheim, perto de Landau, no Eleitorado do Palatinato, viveu e trabalhou principalmente em  Paris, onde mantinha um salão literário  — a coterie holbachique — frequentado por Diderot, Grimm, Condillac, Condorcet, D'Alembert, Marmontel, Turgot, La Condamine, Raynal, Helvétius, Galiani, Morellet, Naigeon e, por algum tempo, Jean-Jacques Rousseau.
D'Holbach é mais conhecido por sua forte posição ateísta e por seus volumosos escritos contra a religião, sendo o mais famoso deles o Sistema da Natureza (1770).